# Castries, Hérault
Castries (okcitansko Càstias) je naselje in občina v južnem francoskem departmaju Hérault regije Languedoc-Roussillon. Leta 2008 je naselje imelo 5.519 prebivalcev.

## Geografija
Naselje leži v pokrajini Languedoc 14 km severovzhodno od Montpelliera.

## Uprava
Castries je sedež istoimenskega kantona, v katerega so poleg njegove vključene še občine Assas, Baillargues, Beaulieu, Buzignargues, Galargues, Guzargues, Jacou, Montaud, Restinclières, Saint-Brès, Saint-Drézéry, Saint-Geniès-des-Mourgues, Saint-Hilaire-de-Beauvoir, Saint-Jean-de-Cornies, Sussargues, Teyran in Vendargues z 41.965 prebivalci.
Kanton Castries je sestavni del okrožja Montpellier.

## Zanimivosti
Castries je vmesna postaja na romarski poti v Santiago de Compostelo, Via Tolosane.
- klasicistični grad-muzej Château de Castries iz 16. in 17. stoletja, francoski zgodovinski spomenik,
- cerkev sv. Štefana;

## Pobratena mesta
- Volpiano (Piemont, Italija);